# Liste der Justizvollzugsanstalten in Hessen
Die Liste der Justizvollzugsanstalten in Hessen führt bestehende und ehemalige Justizvollzugsanstalten im Land Hessen auf. 

## Justizvollzugsanstalten
| Justizvollzugsanstalt                                                      | Ort                 | Inbetriebnahme | Belegungsfähigkeit | Bemerkungen                                                          | Bild |
| -------------------------------------------------------------------------- | ------------------- | -------------- | ------------------ | -------------------------------------------------------------------- | ---- |
| Jugendarresteinrichtung Gelnhausen                                         | Gelnhausen          | 1978/79        | 74                 |                                                                      |      |
| Justizvollzugsanstalt Butzbach                                             | Butzbach            | 1894           | 762                | Männliche Straftäter in der höchsten Sicherheitsstufe.               |      |
| Justizvollzugsanstalt Darmstadt                                            | Darmstadt           |                |                    |                                                                      |      |
| Justizvollzugsanstalt Dieburg                                              | Dieburg             |                |                    |                                                                      |      |
| Justizvollzugsanstalt Frankfurt am Main I                                  | Frankfurt am Main   |                |                    |                                                                      |      |
| Justizvollzugsanstalt Frankfurt am Main III                                | Frankfurt am Main   |                |                    |                                                                      |      |
| Justizvollzugsanstalt Frankfurt am Main IV                                 | Frankfurt am Main   |                |                    |                                                                      |      |
| Justizvollzugsanstalt Fulda                                                | Fulda               |                |                    |                                                                      |      |
| Justizvollzugsanstalt Gießen                                               | Gießen              |                |                    |                                                                      |      |
| Justizvollzugsanstalt Hünfeld                                              | Hünfeld             |                |                    |                                                                      |      |
| Justizvollzugsanstalt Kassel I                                             | Kassel              |                |                    | männliche Straftäter, Untersuchungshaft, höchste Sicherheitsstufe    |      |
| Justizvollzugsanstalt Kassel II                                            | Kassel              |                |                    |                                                                      |      |
| Justizvollzugsanstalt Kaufungen Zweigstelle Justizvollzugsanstalt Kassel I | Kaufungen           |                |                    | weibliche Straftäterinnen                                            |      |
| Justizvollzugsanstalt Limburg                                              | Limburg an der Lahn |                |                    |                                                                      |      |
| Justizvollzugsanstalt Rockenberg                                           | Rockenberg          |                |                    | Jugendstrafanstalt                                                   |      |
| Justizvollzugsanstalt Schwalmstadt                                         | Schwalmstadt        |                |                    | männliche Straftäter, höchste Sicherheitsstufe, Sicherungsverwahrung |      |
| Justizvollzugsanstalt Weiterstadt                                          | Weiterstadt         |                |                    |                                                                      |      |
| Justizvollzugsanstalt Wiesbaden                                            | Wiesbaden           |                |                    |                                                                      |      |

### Ehemalige
| Justizvollzugsanstalt                      | Ort               | Inbetriebnahme | Schließung | Bemerkungen | Bild |
| ------------------------------------------ | ----------------- | -------------- | ---------- | ----------- | ---- |
| Justizvollzugsanstalt Frankfurt am Main II | Frankfurt am Main |                |            |             |      |
| Justizvollzugsanstalt Kassel III           | Kassel            | 2001           | 2009       |             |      |